# إيفيريت بي. هوارد
إيفيريت بي. هوارد هو سياسي أمريكي، ولد في 19 سبتمبر 1873 في مورغانتاون في الولايات المتحدة، وتوفي في 3 أبريل 1950 في مدلاند في الولايات المتحدة. نشط حزبياً في الحزب الديمقراطي. وقد انتخب عضو مجلس النواب الأمريكي ‏.